# Geesthacht
Geesthacht ist die größte Stadt im Kreis Herzogtum Lauenburg in Schleswig-Holstein. Sie ist Teil der Metropolregion Hamburg.

## Geographie

### Geographische Lage
Das Gemeindegebiet von Geesthacht erstreckt sich östlich von Hamburg unmittelbar am nördlichen Ufer der Elbe am Landschaftsübergang der Naturräume Lauenburger Geest zu den Hamburger Vierlanden. Unterhalb des Geesthachter Wehrs beginnt die tidebeeinflusste Unterelbe.

### Nachbargemeinden
| Escheburg                    | Kröppelshagen-Fahrendorf, Hohenhorn, Worth  | Hamwarde, Wiershop, Gülzow (Lauenburg) |
| Hamburg Stadtteil Altengamme | Kompassrose, die auf Nachbargemeinden zeigt | Krukow (Lauenburg)                     |
|                              | Drage, Marschacht, Tespe                    | Schnakenbek                            |

### Stadtgliederung
Die Stadt besteht aus folgenden Ortsteilen: Altstadt, Besenhorst, Düneberg, Edmundstal-Siemerswalde, Grünhof, Hasenthal, Heinrichshof (früher auch HEW-Siedlung auf dem Geestrücken), Heinrich-Jebens-Siedlung, Krümmel, Oberstadt (auf dem Geestrücken), Tesperhude.

## Geschichte

### Vor-, Frühgeschichte und Antike
Aus der Bronzezeit stammt das 1932 entdeckte und 1933 ausgegrabene Totenhaus von Tesperhude bei Grünhof-Tesperhude. Ebenso aus der Bronzezeit stammen die Urnen und Steinsetzungen auf dem Päpersberg, die in den Jahren 1886 und 1893 freigelegt wurden. Im Jahre 1928 wurde ein Urnenfriedhof am Worther Weg entdeckt, der in das 1. Jahrhundert vor Chr. datiert wird. Als Beleg für eine Besiedlung während der Völkerwanderungszeit gelten die aus dieser Zeit stammenden Urnen in Steinpackung, auf die man im Jahre 1912 im Zuge der Straßenpflasterung am Ende der Mühlenstraße in Geesthacht gestoßen ist.

### Mittelalter

#### Gründung und Name des Ortes
Die Forschung geht davon aus, dass die erste Kirche in Geesthacht etwa 100 Jahre nach Ludwig dem Frommen, der im Jahr 822 die Grenze des Fränkischen Reiches nördlich der Elbe im Gebiet der Sadelbande zum Schutz vor den Slawen befestigen ließ, gegründet wurde.
Der Ort Geesthacht wurde urkundlich erstmals im Jahre 1216 als „Hachede“ erwähnt. In dieser Urkunde von 1216 gewährte Graf Albrecht von Orlamünde, der Statthalter des dänischen Königs Waldemar II., den Bürgern von Hamburg an einigen Zollstätten Befreiung vom Zoll, darunter auch in Hachede. Im Ratzeburger Zehntregister von 1230 lautet der Name des Kirchspielortes „Hagede“, wobei diese Schreibweise offenbar die ältere Lautform des Ortsnamens widerspiegelt. Die Herkunft des Ortsnamens Hacht bzw. Hagede oder Hachede (auch Haghede), wie der Ort in den Überlieferungen unterschiedlich genannt wird, kann durch die Betrachtung der überlieferten ältesten Lautform Hagede und durch Vergleich analoger Bildungen, wie etwa „Mestethi“ (= Meschede), ermittelt werden, so dass für den Ortsnamen Hagede eine rekonstruierte Form *Hagithi oder *Hagithja anzusetzen ist. Der Ortsname *Hagithi ist wahrscheinlich eine Bildung aus der altsächsischen Flurbezeichnung *hag-: „Umzäunung, Gehege, Hecke, Weideplatz“ und dem weitverbreiteten Ortsnamensuffix -ithi. -ithja (hag-ithi > hag-ede (hach-ede) > hach-t). Aufgrund der Namensbildung kann auf eine erste Besiedlung spätestens im 9. Jh. geschlossen werden.
Der Name Geesthacht (Kompositum aus Geest und Hacht) erscheint erstmals im Jahre 1402 in einer Urkunde. Noch im 17. Jh. waren vereinzelt die altertümlichen Schreibweisen „Geisthachede“. „Gesthagt“ und „GeistHachd“ im Gebrauch.

#### 13. bis 15. Jahrhundert
Eine Änderung des Flusslaufes zerschnitt den Ort in zwei Teile, wodurch das nördlich der Elbe gelegene ältere Hacht an der Geest (Geesthacht) und ein südlich der Elbe gelegenes jüngeres Hacht an der Marsch (Marschacht) entstanden. Es wird angenommen, dass die Änderung des Flusslaufes im 12. Jahrhundert geschah, da der heutige Elblauf bereits im Jahre 1162 bestand, als die Südgrenze des Bistums Ratzeburg bestimmt wurde. Die endgültige Trennung dieser beiden Orte soll sich spätestens in der Mitte des 13. Jahrhunderts vollzogen haben, als die gemeinsame Kirche zwischen 1230 und 1258 in der Elbe versank.
Hachede bzw. das Hacht an der Geest wurde nach der Überflutung im 13. Jahrhundert in einer Hufeisenform neu angelegt, die noch im Jahre 1830 klar erkennbar war. Ausgehend vom Markt mit der Kirche als Mittelstück des Hufeisens, waren die beiden Schenkel die Bergedorfer Straße bis zur Mühle und die Lauenburger Straße bis zum Runden Berg. Erst im 19. Jh. entwickelte sich Geesthacht zu einem echten Haufendorf.
Die zweite Kirche in Geesthacht war die St.-Peter-Kirche, die nach der Überflutung und Zerstörung der alten Kirche auf einer Anhöhe des Geesthachter Pastorenwerders (wahrscheinlich im Jahre 1261) erbaut wurde. Zum Kirchspiel Geesthacht („Hagede“) gehörten nach den Angaben im Ratzeburger Zehntregister von 1230 die Dörfer Wiershop, Hamwarde, Hasenthal, Besenhorst, Fahrendorf, Hohenhorn und Worth. Hamwarde, Wiershop und Worth waren die ersten Dörfer, die von Geesthacht getrennt wurden. In der Taxe der Kirchen des Bistums Ratzeburg von 1319 wird das Dorf Worth als eigenes Kirchspiel aufgeführt („Ecclesia in wort“). Das Dorf Fahrendorf wurde bereits im 14. Jahrhundert wüst. Hohenhorn (Horn) war mit der Einrichtung der Nikolaipfarre zunächst vorübergehend im 15. Jahrhundert von Geesthacht abgetrennt, wurde aber wiederum mit Geesthacht vereinigt.
Im Jahre 1420 fiel Geesthacht, wie auch die Stadt Bergedorf und weitere Gebiete, im Frieden von Perleberg an die Hansestädte Hamburg und Lübeck. Fortan blieb Geesthacht unter gemeinschaftlicher Verwaltung der beiden Hansestädte im Amt Bergedorf.

### Neuzeit

#### 16. Jahrhundert
Im Jahre 1598 wurden die bis dahin nach Geesthacht eingepfarrten Dörfer Hasenthal und Tesperhude nach Hamwarde eingepfarrt und mit der Errichtung des neuen Kirchspiels Hohenhorn die Dörfer Besenhorst und Hohenhorn von der Geesthachter Kirche abgetrennt.

#### Dreißigjähriger Krieg 1618–1648
In der Zeit des Dreißigjährigen Krieges blieb auch die Dorfschaft Geesthacht nicht von Überfällen verschont. Im Jahre 1627 wurde das Dorf Geesthacht mehrere Male ausgeplündert von Wallensteins und Tillys Söldnern. Im Gegensatz zu den Vierlanden, die der Einquartierung von den Truppen Wallensteins und Tillys entgehen konnten gegen Leistung von Kontributionen, war Geesthacht als Exklave des Amtes Bergedorf den Überfällen der Söldner schutzlos ausgeliefert. Im Jahre 1642 wurde Geesthacht von schwedischen Söldnern ausgeplündert. Im Sommer 1644 überfielen kaiserliche Truppen das Dorf. Dabei wurde der Küster zu Geesthacht getötet und es kam zu Plünderungen und Brandschatzungen.

#### Die Zeit nach dem Westfälischen Frieden bis 1679
Mit dem Westfälischen Frieden von 1648 war jedoch für das Amt Bergedorf noch kein Ende der Kriege und des Schreckens erreicht. 1658 überfielen die kaiserlichen und brandenburgischen Soldaten, die dem König von Dänemark im Kampf gegen die Schweden zu Hilfe zogen, das Dorf Geesthacht. Die Geesthachter wurden erneut ihrer Güter beraubt, die sie zuvor wie bereits 1644 zum Schutz in die Kirche gebracht hatten. Die geraubten Abendmahlsgeräte wurden jedoch von einem Reiter wieder der Kirche zurückgebracht. Im November des Jahres 1675 zog der dänische Oberst von Oertzen von Osten her in die Vierlande und wahrscheinlich auch in Geesthacht ein, tötete einige Bewohner und blieb bis zum 4. Juni 1676 im Lande. Um eine Einverleibung der Vierlande durch die Dänen zu verhindern, wurde von den Städten Hamburg und Lübeck die Einquartierung einer braunschweig-lüneburgischen Schutztruppe zugelassen, die von 1676 bis 1679 die Vierlande (auch Geesthacht ?) besetzte.

#### 1679 bis Ende des 18. Jahrhunderts
Eine Flutkatastrophe im Jahr 1684 führte zur vollständigen Zerstörung der St.-Peter-Kirche. Auf höher gelegenem Gelände wurde nachfolgend im Jahre 1685 die St.-Salvatoris-Kirche errichtet.
Gewerbe im 17. und 18. Jh.
Der Holzhandel war im 17. und 18. Jh. für die Geesthachter Hufner und für einige Kätner ein wichtiges Gewerbe. Aus dem Jahre 1758 ist eine Übersicht über die Gewerbetreibenden in Geesthacht überliefert. Es gab 42 Gewerbetreibende (Schiffer nicht mitgerechnet), von denen die Bandreißer, 13 Personen, am meisten vertreten waren. Daneben gab es unter anderem 5 Schuster und 5 Grützmacher, von welchen mehrere auch Hökerei betrieben und einer eine Weißbäckerei führte. Ferner waren die wichtigsten Gewerbe vertreten: 2 Schiffbauer, 2 Leineweber und 3 Branntweinbrenner.

#### 19. Jahrhundert bis Erster Weltkrieg
1805 wurde das alte Dorf Besenhorst in den Elbwiesen (gelegen an der Stelle der heutigen Geesthachter Schleuse) durch Eisstopfung in der Elbe zerstört.
1849 kaufte der Geesthachter Hufner J. C. H. Meyer das Gelände am Tafelberg, auch Katzberg genannt, und verkaufte es 1851 an den aus Karow im Mecklenburgischen stammenden Christian Brauer, der dort eine Glasfabrik im Jahre 1852 gründete. In der Folge zogen viele Arbeiter aus dem Mecklenburgischen nach Geesthacht, die mit ihren Familien am Katzberg wohnten. Nach dem Konkurs übernahm 1854 J. H. C. Meyer die Fabrik und das Gelände und führte dort auch die Korbmacherei ein. Die Ware wurde nach Amerika exportiert, wodurch die Weidenindustrie in Geesthacht neu belebt wurde.
1865/66 gründete der schwedische Chemiker Alfred Nobel mit Kompagnon „auf dem Krümmel“ eine Fabrik für Glycerin und erfand dort das Dynamit (eine Mischung aus Nitroglycerin und Kieselgur, Abbauprodukt abgestorbener Algen). In Krümmel entstand mit der Dynamitfabrik Krümmel die erste Dynamitfabrik der Welt. 1877 wurde die Pulverfabrik Düneberg gegründet. 1917 waren in beiden Sprengstofffabriken etwa 20.000 Menschen beschäftigt, die zu einem großen Teil aus Hamburg einpendelten.
1867 trat Lübeck seine Rechte am beiderstädtischen Amt Bergedorf gegen die vereinbarte Zahlung von 200.000 preußischen Talern an Hamburg ab. Geesthacht gehörte daher seit dem 1. Januar 1868, als Teil der neu gebildeten Landherrenschaft Bergedorf, gänzlich zum hamburgischen Staatsgebiet.
1886 gründete sich unter Johann Friedolf Wahlgreen die erste sozialdemokratische Organisation in Geesthacht. 1906 wurde die Bergedorf-Geesthachter Eisenbahn (BGE) eröffnet, 1916 die Krümmelbahn.

#### Zeit der Weimarer Republik
Im Jahre 1930 zählte die Kleinstadt 5.500 Einwohner. Nach dem Ersten Weltkrieg wurden die Dynamitwerke in Düneberg und Krümmel, die beiden größten Fabriken im Umfeld von Geesthacht, teilweise demontiert, die Hälfte der 1.900 Arbeitsplätze fiel weg. Zudem war die Stadt infrastrukturell schwach entwickelt. Das Krisenjahr 1931 überstand die Stadt nur noch durch ein rigides Sparprogramm und einen Staatszuschuss. Zwischen der starken KPD und der NSDAP kam es zu Auseinandersetzungen, 1931 gab es zwei Tote. Von 1918 bis 1933 war Geesthacht Hochburg der linken Parteien USPD (bei Wahlen 1919–1920 zwischen 26,4 % und 41,6 %) und später KPD (1921–1933 zwischen 31,2 % und 44,0 %) und SAPD (Kommunalwahl 1932 10,5 %) und trägt daher im Volksmund den Spitznamen Klein-Moskau.
1924 erhielt der Ort Stadtrecht nach Inkrafttreten der Hamburgischen Städteordnung vom 2. Januar 1924 und der Stadtsatzung der hamburgischen Stadt Geesthacht vom 13. Juni 1924. 1928 wurde der historische Stadtkern durch eine Brandkatastrophe zerstört.
Bei der Reichstagswahl März 1933 stimmten in Düneberg 28,6 % für die NSDAP, 2,5 % für die DNVP, 28,6 % für die SPD und 31,5 % für die KPD bei einer Wahlbeteiligung von 94,6 %. Somit war Düneberg 1933 eine der wenigen Hochburgen linker Politik im Land Schleswig-Holstein, das bei dieser Wahl eher eine Hochburg der NSDAP war.

#### In der Zeit des Nationalsozialismus
Im Zuge des Groß-Hamburg-Gesetzes wurde Geesthacht 1937 der preußischen Provinz Schleswig-Holstein zugeordnet und gehörte seither zum Kreis Herzogtum Lauenburg. 1937 wurde Düneberg mit dem 1928 eingegliederten Besenhorst eingemeindet. 1939/1942 kam Grünhof-Tesperhude mit dem 1928 eingegliederten Krümmel hinzu.
In den Geesthachter Fabriken wurden bis zu 20.000 Zwangsarbeiter eingesetzt. Die Unterbringung erfolgte in der Regel in Baracken, unter anderem: Lager „Am Grünen Jäger“, Lager Schmiedestraße, Lager Grünhof, Lager Spakenberg, Lager Reichsstraße, Lager Grenzstraße, Lager Sandstraße, Lager Birke bzw. Knollgraben, Lager Heidberg, Kriegsgefangenenlager Besenhorst, Kriegsgefangenenlager Sielstraße, Lager Katzberg. Während des Zweiten Weltkriegs war insbesondere Krümmel das Ziel von Luftangriffen der Alliierten, so zum Beispiel am 7. April 1945. Schließlich wurde die Stadt auch mit Artillerie beschossen. Fabrikdirektor Hans Mayer setzte sich beim Hamburger Reichsstatthalter Karl Kaufmann erfolgreich für eine kampflose Übergabe der Stadt ein. Am 1. Mai 1945 zogen britische Truppen in Geesthacht ein.

#### Nachkriegszeit bis heute
1945 beherbergte Geesthacht viele Flüchtlinge und Vertriebene, die in notdürftigen Unterkünften lebten. Um der drohenden Seuchengefahr zu begegnen, erhielt der Laborarzt Siegfried Kramer von den Besatzungsbehörden die Genehmigung, eine Laborarztpraxis zu betreiben. Hieraus entwickelte sich eines der bedeutendsten medizinischen Labore Deutschlands.
1953 wurde auf der BGE der Personenverkehr eingestellt.
Ein Volksbegehren, die Stadt nach dem Zweiten Weltkrieg wieder in den Staat Hamburg einzugliedern, scheiterte am 19. April 1956 vor dem Bundesverfassungsgericht.
Am 22. Januar 1963 hielt der prominente Anhänger des Nationalsozialismus, Großadmiral Karl Dönitz, auf Einladung des damaligen Schülersprechers Uwe Barschel eine Rede über die Geschichte des Dritten Reiches am städtischen Otto-Hahn-Gymnasium. Die Lehrer hatten ihre Schüler nicht auf diesen Termin vorbereitet, sodass keiner von ihnen eine kritische Frage stellte. Auch von Seiten der Lehrer kam keine Frage. Die Berichterstattung über diese Stunden nationalsozialistischen Geschichtsunterrichts schreckte die demokratische Öffentlichkeit auf, und die europäische Presse interessierte sich für diesen politischen Skandal.
Mit Gründung des GKSS-Forschungszentrum (heute Helmholtz-Zentrum hereon) wurde die Stadt Geesthacht in der Nachkriegszeit zu einem zentralen Standort der Forschung und Entwicklung sowie zivilen Nutzung der Kernenergie in Deutschland. Im Ortsteil Krümmel befinden sich mehrere inzwischen stillgelegte Kernreaktoren. Zu den Anlagen zählen:
- Forschungsreaktor Geesthacht I (FRG-1) (1958–2010),
- FRG-2 (1963–1993),
- Anlage für Nullleistungsexperimente als Testanlage für Brennstabanordnungen (1964–1975)
- ausrangierten Druckwasserreaktor der Otto Hahn (ausgebaut 1979 im Hamburger Hafenbecken, transportiert 1981[41] zusammen mit weiteren radioaktiv belasteten Schiffsmaterialien und bis 2010 auch 52 Kernbrennstäbe[42])
- das Kernkraftwerk Krümmel (1984–2011) mit seinem Castoren-Zwischenlager.

Gegen den Bau des letztgenannten Werkes hatte die Bürgerinitiative Umweltschutz Oberelbe Geesthacht protestiert. Im Klageverfahren konnten 1983 umfangreiche Nachrüstungen für die Sicherheit erreicht werden. Gleichwohl gab es mehrere Störfälle. Am 24. April 2010 demonstrierte die Aktions- und Menschenkette von Krümmel nach Brunsbüttel mit über 100.000 Menschen vom Kernkraftwerk Krümmel bis zum 120 Kilometer entfernten Kernkraftwerk Brunsbüttel gegen Kernenergieanlagen. Am 30. Mai 2011 gab die Bundesregierung das Aus für das Kernkraftwerk Krümmel bekannt.
Zusätzlich zum Lager für hochradioaktiven Müll gibt es auf dem Gelände des Kernkraftwerks Krümmel ein Lager für schwach- und mittelradioaktiven Müll. Laut Auskunft von Vattenfall handelt es sich um 1100 Fässer mit radioaktivem Abfall, doch konnte Vattenfall 2012 keine Aussage über deren Zustand abgeben.
Der Rückbau der Anlage FRG-1 wird voraussichtlich zehn Jahre dauern und soll rund 150 Millionen Euro kosten. Um die Abbaukonzepte für das Kernkraftwerk und die damit verbundenen Kosten wird noch gestritten.

### Historisch bedeutsame Unternehmen
Die Dynamitfabrik Krümmel von Alfred Nobel war bis 1945, ebenso wie die Pulverfabrik Düneberg und Norddeutsche Teppichfabrik bedeutende Unternehmen in Geesthacht.

## Umwelt
Es wird statistisch eine erhöhte Strahlenbelastung in der Umgebung der beiden Nuklearanlagen Helmholtz-Zentrum Geesthacht und Kernkraftwerk Krümmel festgestellt. Von 1989 bis Dezember 2005 sind 15 bis 17 Leukämiefälle aufgetreten, die mit den Nuklearanlagen in Verbindung gebracht werden. Langjährige Untersuchungen konnten aber keine Ursachen aufdecken. Man spricht vom Leukämiecluster Elbmarsch.
Augenzeugen berichteten von einem Brand im Jahr 1986 beim Forschungszentrum. Offizielle Stellen geben ausgetretenes Radon als Ursache für die Strahlenbelastung an – der Elbhang ist immerhin eine Endmoräne. Für Kritiker sprechen geologische wie meteorologische Gegebenheiten jedoch gegen Radon als Ursache.
Zudem konnten verschiedene radioaktive Stoffe im Erdboden nachgewiesen werden, die aus einer nukleartechnischen Anlage stammen könnten, so etwa die radioaktiven PAC-Kügelchen. So ein Material war in den dort vorhandenen Typen von Kernreaktoren allerdings nie einsetzbar und eine thermische Zersetzung ganzer Brennelemente hätte folgenreicher sein müssen. Die Dynamitfabrik Krümmel wäre grundsätzlich auch ein plausibler historischer Verursacher für solche metallische Flugasche.

## Politik
- CDU: 12
- Grüne: 6
- SPD: 10
- FDP: 2
- AfD: 1
- BFG: 4

### Stadtrat
Bei der Gemeindewahl am 14. Mai 2023 und den vorausgegangenen Wahlen 2018, 2013 und 2008 führte das Wahlergebnis zu folgenden Sitzverteilungen:
| Partei / Liste | Partei / Liste        | Sitze 2008 | Sitze 2013 | Sitze 2018 | Sitze 2023 |
| -------------- | --------------------- | ---------- | ---------- | ---------- | ---------- |
|                | SPD                   | 10         | 15         | 11         | 10         |
|                | CDU                   | 12         | 13         | 10         | 12         |
|                | GRÜNE                 | 5          | 7          | 5          | 6          |
|                | FDP                   | 4          | 2          | 3          | 2          |
|                | Linke                 | 2          | 2          | 2          | -          |
|                | Bürger für Geesthacht | –          | –          | 2          | 4          |
|                | AfD                   | -          | -          | -          | 1          |
|                | Rechtsstaatliche Liga | –          | 1          | –          | -          |
| Gesamtzahl     | Gesamtzahl            | 33         | 40         | 33         | 35         |

Der Anstieg 2013 bei der Zahl der Sitze ist durch Überhangmandate entstanden.

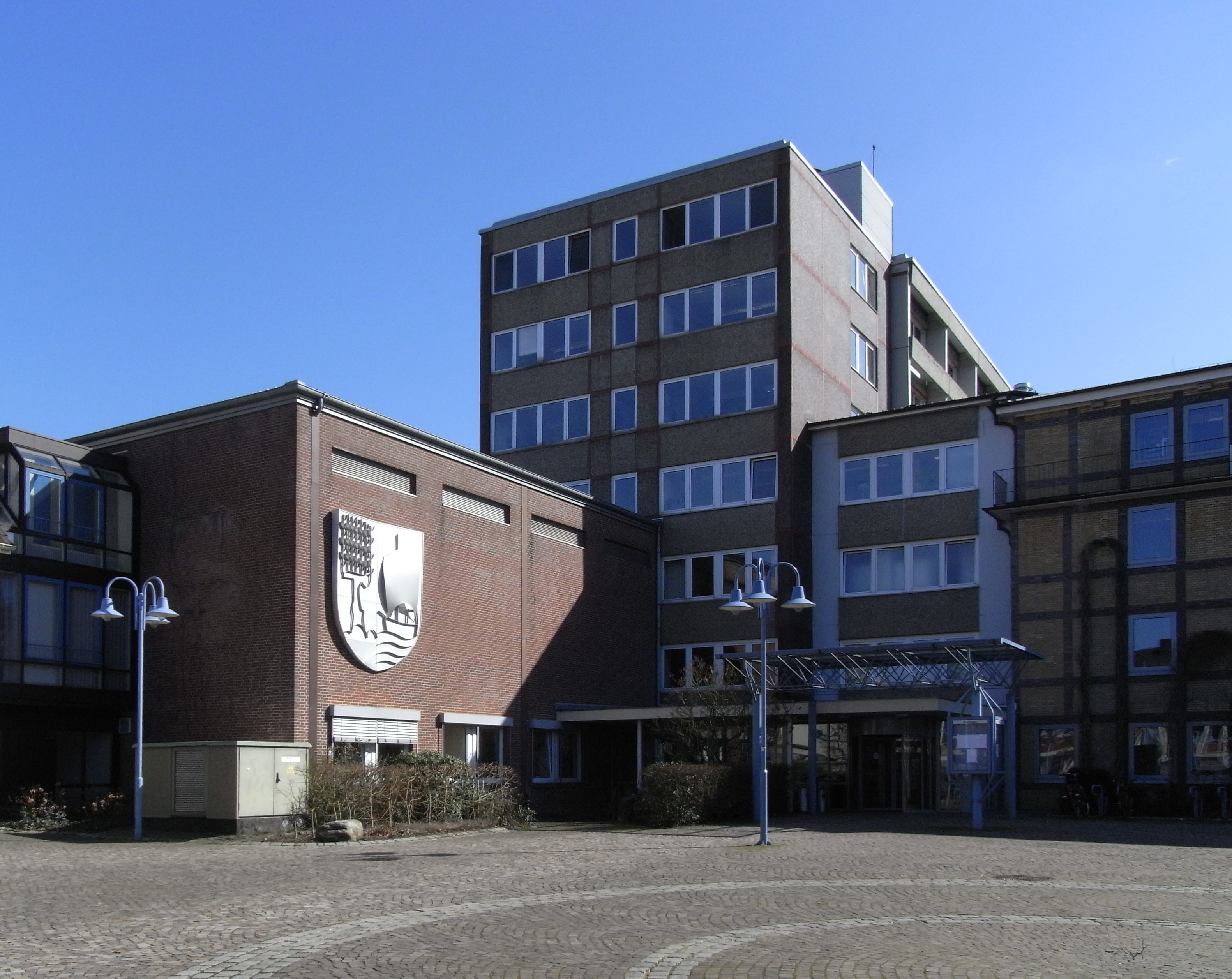
Das Geesthachter Rathaus

### Liste der Bürgermeister
- Julius Weltzien, von 1924 bis 1931[51]
- Walter Bornemann, von 1931 bis 1933
- Rudolf Lilie, NSDAP, von 4. Juli 1933 bis 24. März 1937, danach kommissarisch[52]
- Harald Boysen, NSDAP, von 1938 bis 1945 (?)
- Carl Bung, SPD, 1946 (von der Militärregierung eingesetzt)[51]
- Carl Bung, SPD, von 1950 bis 1958[51][53]
- Alfred Hufeld, SPD, von 1958 bis 1959[51][54]
- Otto-Wilhelm Krause, von 1960 bis 1972[51]
- Siegfried Weiße, SPD, von 1972 bis 1982[55]
- Karsten Ebel, von 1982 bis 1988
- Peter Walter, SPD, von 1988 bis 2000[56][57]
- Ingo Fokken, parteilos, von 2000 bis 2009[58]
- Volker Manow, parteilos, zuvor Erster Stadtrat, von Dezember 2009 bis Februar 2016[59]
- Olaf Schulze, SPD, vorher Landtagsabgeordneter, seit 12. Februar 2016.

### Wappen
Blasonierung: „Gespalten von Silber und Blau. Vorn auf grünem Dreiberg eine schwarze Korbweide mit sieben grün belaubten Schößlingen, hinten auf silbernen und blauen Wellen ein einmastiger goldener Kahn mit silbernem Segel.“

### Städtepartnerschaften
- Plaisir (Frankreich), seit 1975.
- Kuldīga (Lettland), seit 1991.
- Będzin (Polen), seit 2024.[61]
- Oldham (Großbritannien), ab 1966 bis 2004
- Hoogezand-Sappemeer (Niederlande), ab 1966 bis 2019.[62]

## Wirtschaft und Infrastruktur

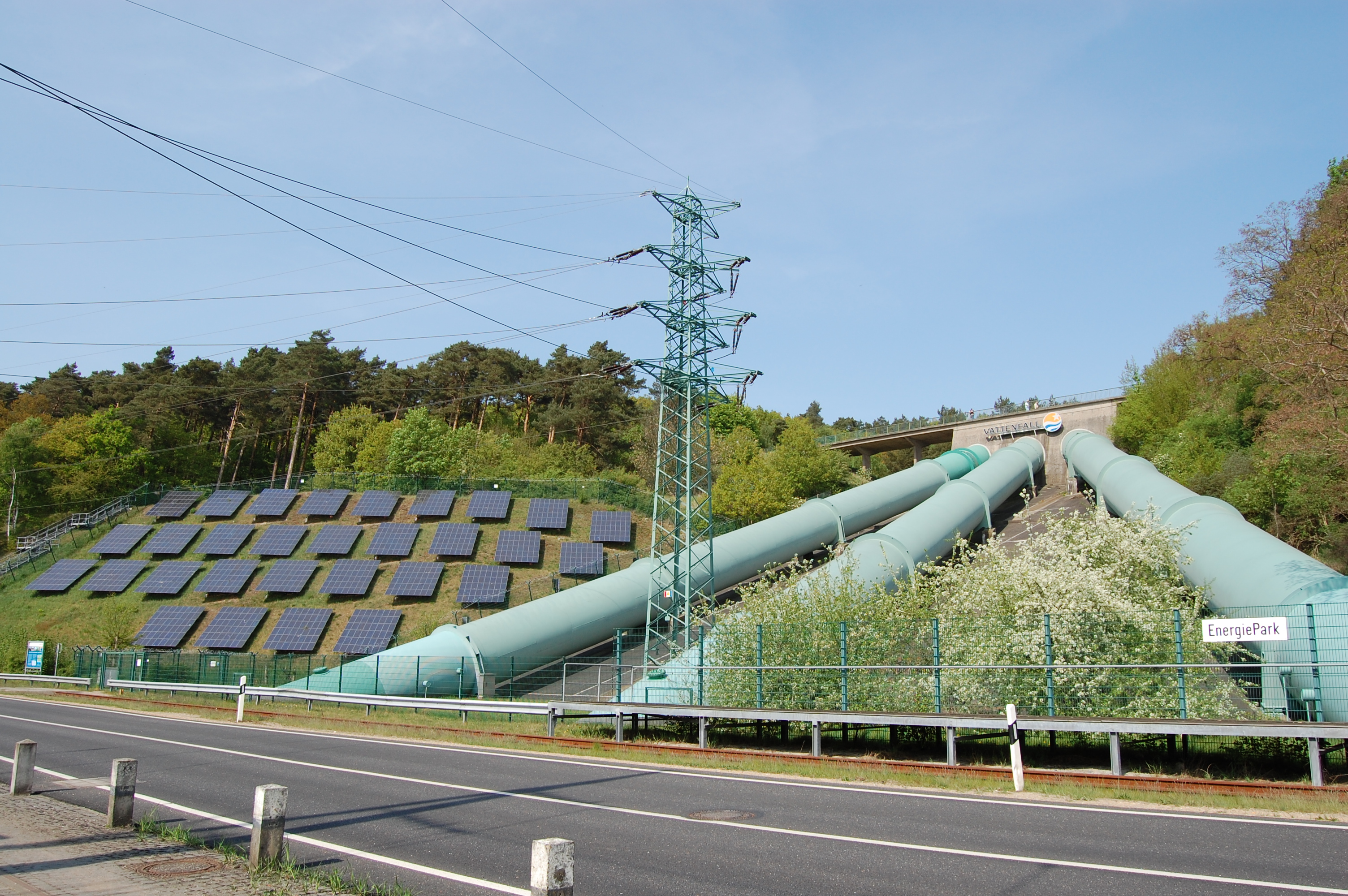
Energiepark Geesthacht mit Solarkraftwerk (links) und Pumpspeicherwerk (rechts)

Geesthacht ist ein großer Nuklear- und Energiestandort Norddeutschlands (Pumpspeicherkraftwerk Geesthacht, Forschungsreaktor Geesthacht, Kernkraftwerk Krümmel im Ortsteil Krümmel) und war im Jahr 2007 mit 50 Millionen Euro Rücklagen die reichste Stadt Schleswig-Holsteins – hauptsächlich zurückzuführen auf die Zahlungen des KKW Krümmel. Die Stadtwerke Geesthacht betreiben ein eigenes Glasfasernetz und ermöglichen so den Breitband-Internetzugang auch für Privatpersonen.

### Ansässige Unternehmen
- Kernkraftwerk Krümmel GmbH
- Depesche Vertrieb GmbH
- Leuchtturm Albenverlag (Briefmarken- und Münzsammelsysteme)
- Helmholtz-Zentrum Hereon zählt mit rund 50 Absolventen pro Jahr zu den größten Ausbildungsstätten der Region.
- LADR gehört zu den größten Anbietern von Labordiagnostik in Deutschland.[65][66] Hieran sind weitere Dienstleistungsunternehmen im medizinischen Bereich angeschlossen.[67]
- Rolf Cremer GmbH & Co. KG (Designuhren Hersteller)

### Öffentliche Einrichtungen

#### Staatliche Einrichtungen
- Helmholtz-Zentrum Hereon – Einrichtung des Bundes und von vier norddeutschen Ländern

#### Bildungseinrichtungen
Folgende Bildungseinrichtungen existieren in Geesthacht:
- Alfred-Nobel-Schule – Gemeinschaftsschule mit gymnasialer Oberstufe (ehemals Integrierte Gesamtschule Geesthacht)
- Otto-Hahn-Gymnasium
- Bertha-von-Suttner-Schule (ehemals Realschule Geesthacht und Oberstadtschule Geesthacht)
- Silberbergschule
- Buntenskampschule
- Hachede-Schule, Förderzentrum Schwerpunkt geistige Entwicklung
- Waldschule Grünhof[69]
- Förderschule Geesthacht
- Berufliche Schulen Mölln, Außenstelle Geesthacht

#### Freizeit- und Sportanlagen
- Freizeitbad Geesthacht
- Elbwanderweg
- Hochseilgarten Geesthacht
- Schiffsanleger an der Elbe

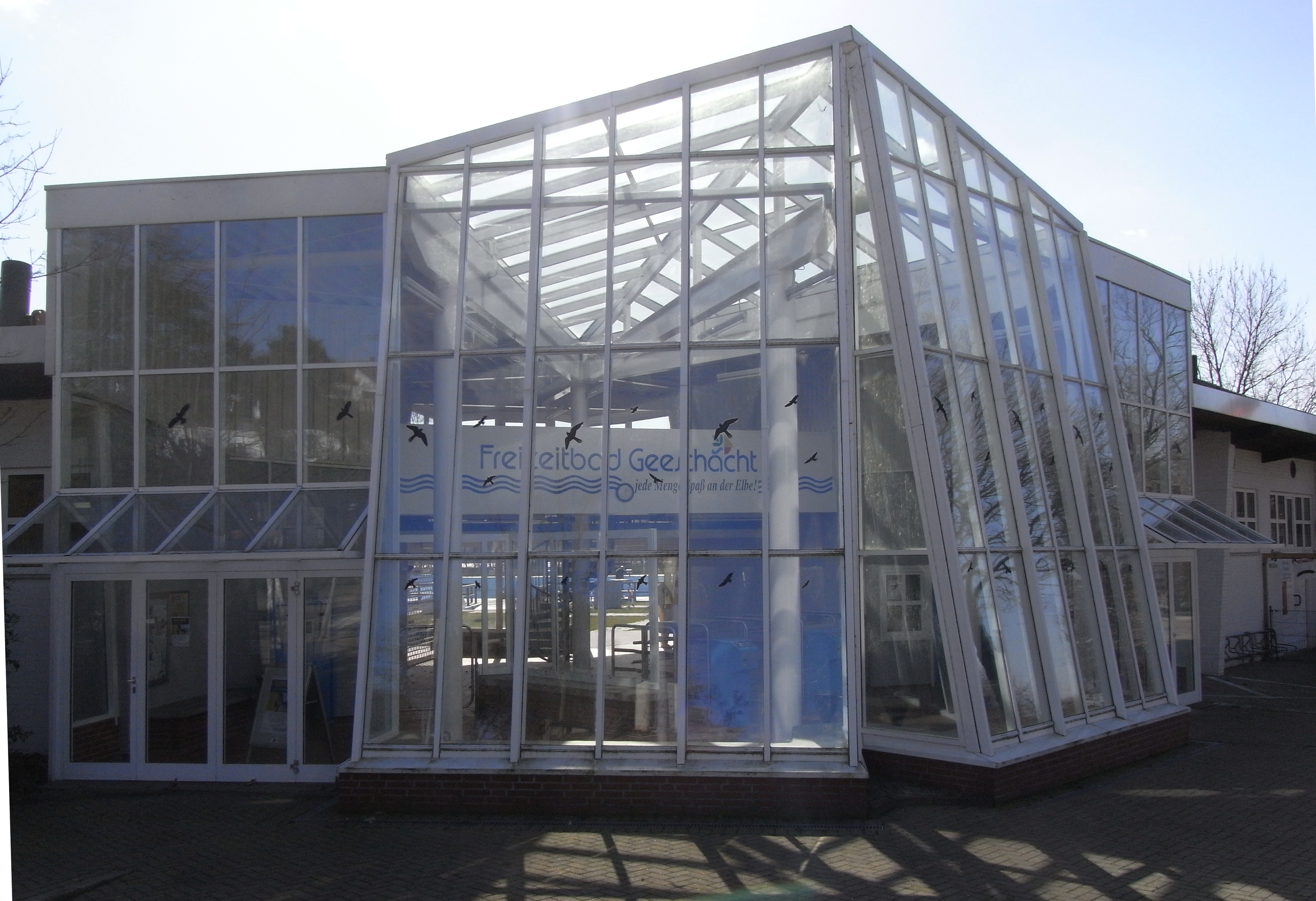
Freizeitbad Geesthacht (von außen)
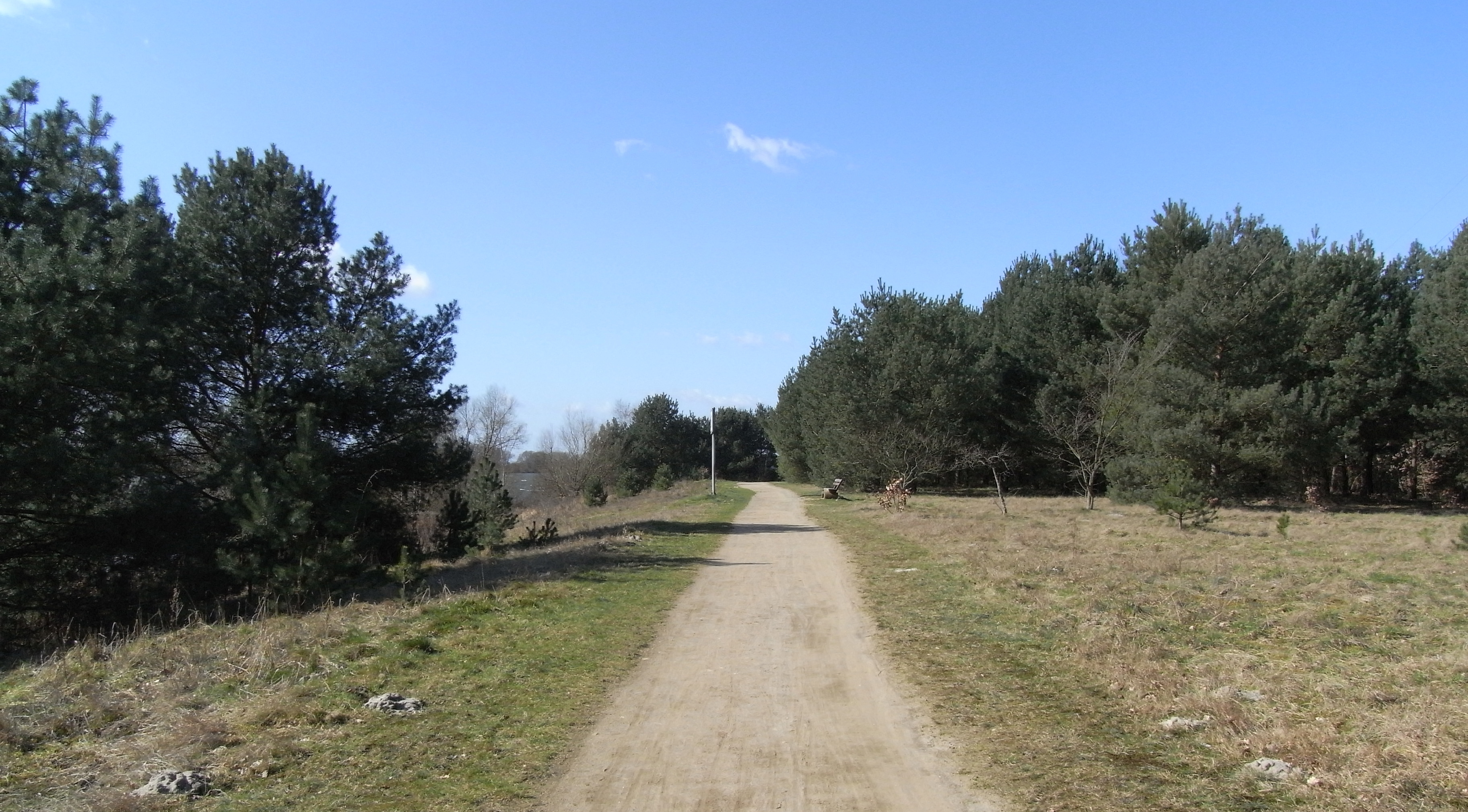
Elbwanderweg bei Krümmel
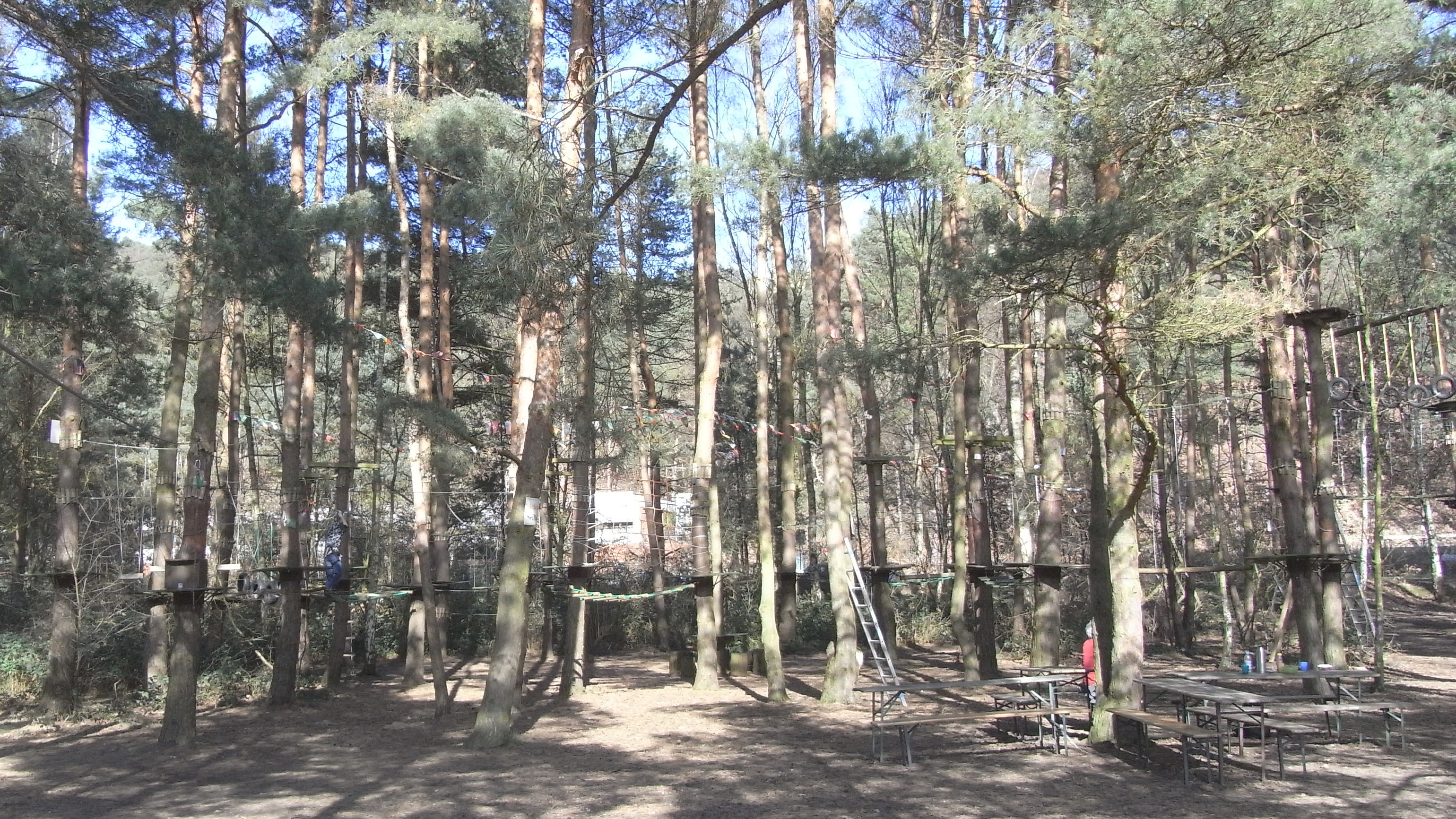
Der Hochseilgarten Geesthacht

### Verkehr

#### Straßen

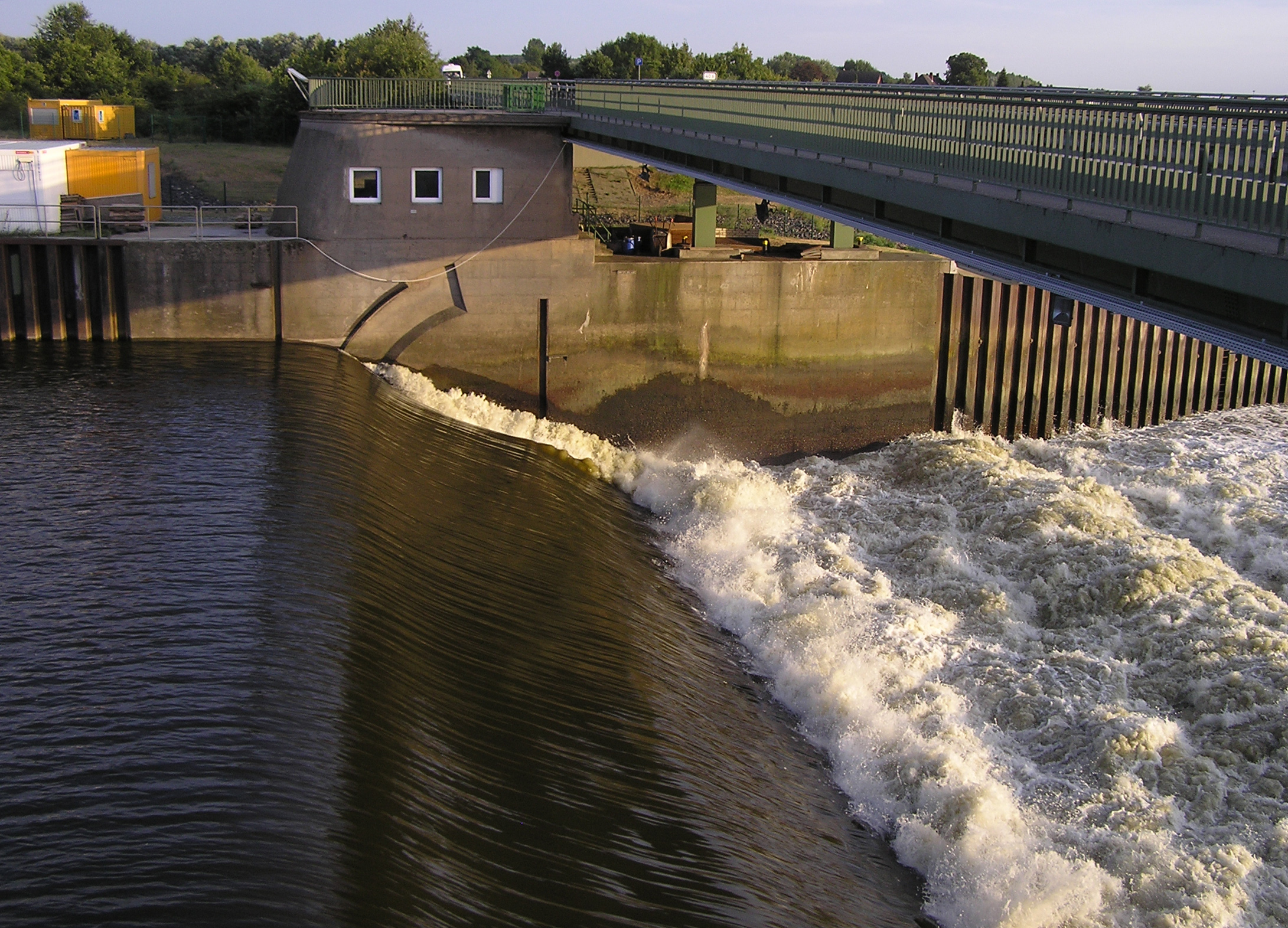
Staustufe mit Brücke der B 404

In Geesthacht befindet sich mit der Elbbrücke Geesthacht eine von zwei festen Elbquerungen zwischen Niedersachsen und Schleswig-Holstein. Auf ihr führt die Bundesstraße 404 in Richtung Lüneburg beim Stauwehr der Elbe. Im Gebiet der Nachbargemeinde Escheburg wird die Bundesstraße bis zur Anschlussstelle Schwarzenbek/Grande an der Bundesautobahn 24 unterbrochen, hat im Gegenzug aber Anschluss am östlichen Ende der aus Hamburg heran führenden Bundesautobahn 25. Die Fortführung an diesem Verkehrsknoten in östlicher Richtung bildet die Bundesstraße 5 die durch den Siedlungsbereich von Geesthacht führt.

#### Schiffsverkehr

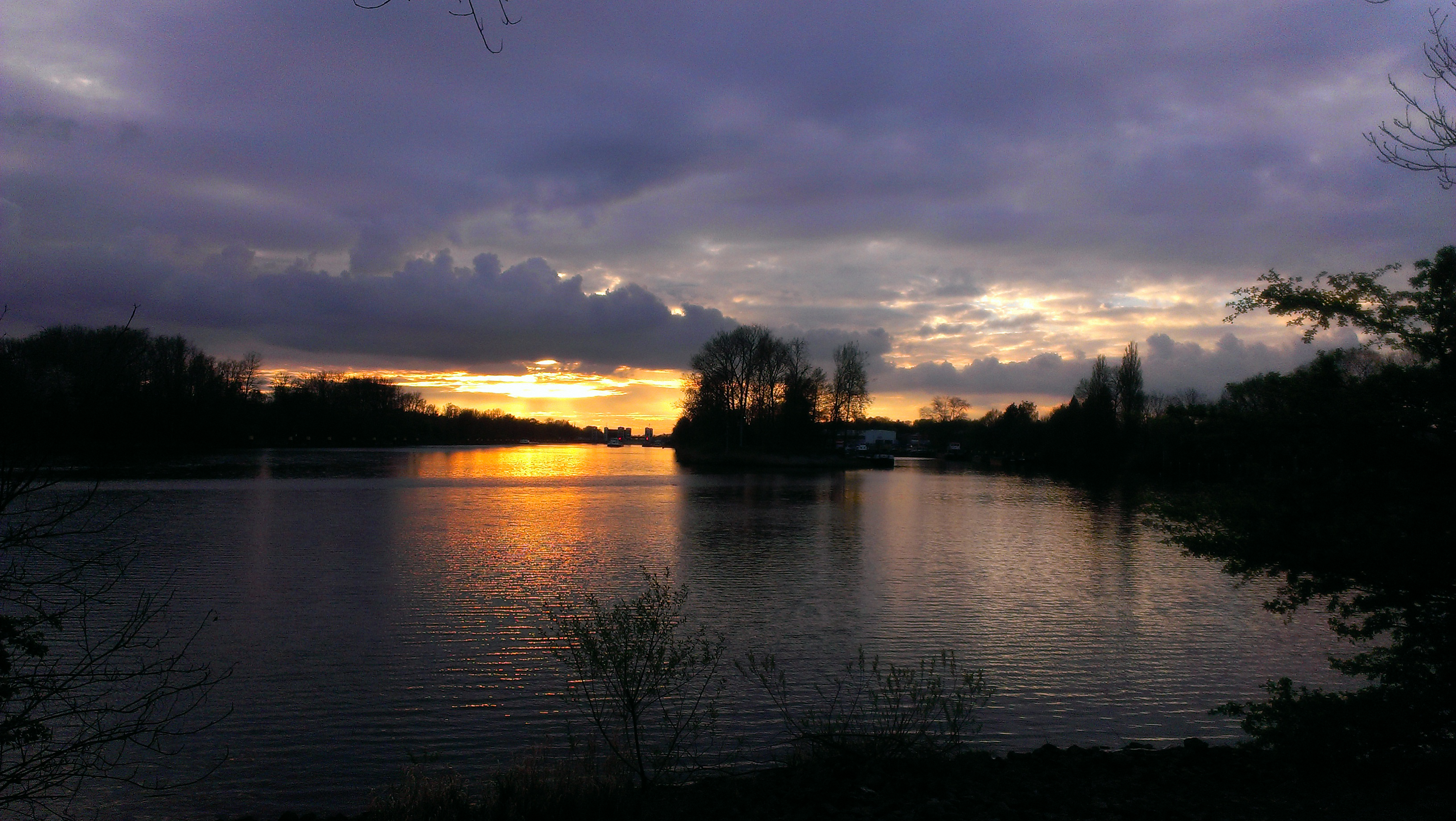
Sonnenuntergang am Schleusenkanal (links) und Geesthachter Hafen (rechts)

Die Stadt Geesthacht hat einen Hafen für die Binnenschifffahrt auf der Elbe. Bedingt durch die Staustufe Geesthacht wird die Schifffahrt durch einen Schleusenkanal daran nördlich vorbei geleitet.

#### ÖPNV
Die ÖPNV-Infrastruktur im Gebiet der Stadt Geesthacht besteht aus 2 Express-, 4 Regional- und 5 Stadtbuslinien, die durch zwei Nachtbusse und einige Schulbusse ergänzt werden.

##### Expressbuslinien
Hamburg, Rödingsmarkt – Hamburg Hbf/ZOB – Boberg – Bf. Hamburg-Bergedorf – Geesthacht ZOB – Schnakenbek – Glüsing – Lauenburg ZOB
 Bf. Hamburg-Bergedorf – Geesthacht ZOB – Geesthacht Oberstadt

##### Regionalbuslinien
Bf. Hamburg-Bergedorf – Börnsen – Escheburg – Geesthacht ZOB (– Helmholtz-Zentrum Geesthacht nur mo–fr im Berufsverkehr) / – Krümmel – Tesperhude – Grünhof – Schnakenbek – Glüsing – Lauenburg ZOB
 Geesthacht ZOB – Dassendorf – S-Bf. Aumühle – Reinbek Ost, Krabbenkamp
 Geesthacht ZOB – Hamwarde – Gülzow – Kollow – Bf. Schwarzenbek
 Bf. Hamburg-Bergedorf – Börnsen – Escheburg – Geesthacht ZOB

##### Stadtbuslinien
Ringlinie: Geesthacht ZOB – Krümmel – Tesperhude – Grünhof – Geesthacht ZOB
Ringlinie: Geesthacht ZOB – HEW-Siedlung – Geesthacht ZOB
 Oberstadt – Geesthacht ZOB – Edmundsthal
 Mercatorstraße – Geesthacht ZOB (nur mo–fr im Berufsverkehr) und
Geesthacht ZOB – Heuweg – Hamburg-Altengamme, Zeltplatz (weiter als Linie 120 nach Hamburg Hbf/ZOB über Zollenspieker)
 Geesthacht ZOB – Vierlander Straße / – Rönne – Niedermarschacht

##### Nachtbuslinien
Ringlinie: Geesthacht ZOB – Heuweg – Geesthacht ZOB
Ringlinie: Geesthacht ZOB – HEW-Siedlung – Oberstadt – Geesthacht ZOB
 Geesthacht ZOB – Krümmel – Tesperhude – Grünhof – Schnakenbek – Glüsing – Lauenburg

##### Eisenbahn
Geesthacht ist die größte Stadt Schleswig-Holsteins ohne schienengebundenen Personenverkehr. Es gibt jedoch eine im Güterverkehr bediente Eisenbahnstrecke nach Hamburg-Bergedorf (Bergedorf-Geesthachter Eisenbahn). Von der Arbeitsgemeinschaft Geesthachter Eisenbahn werden mehrmals jährlich Sonderfahrten zwischen Krümmel und Bergedorf Süd durchgeführt.
Im Jahr 2016 wurden Planungen über eine Reaktivierung der Strecke für den Personenverkehr aufgenommen.

## Kultur und Sehenswürdigkeiten

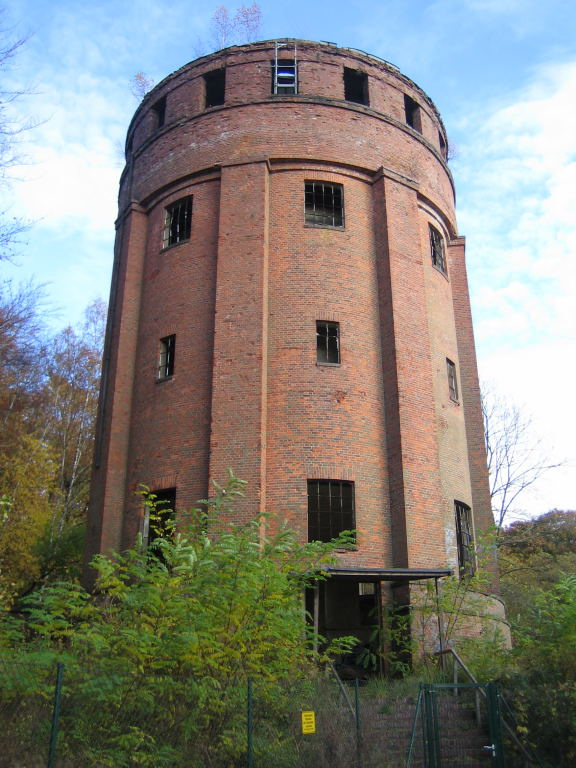
Alter Wasserturm der Dynamit-Fabrik von Alfred Nobel auf dem Gelände des heutigen KKW Krümmel

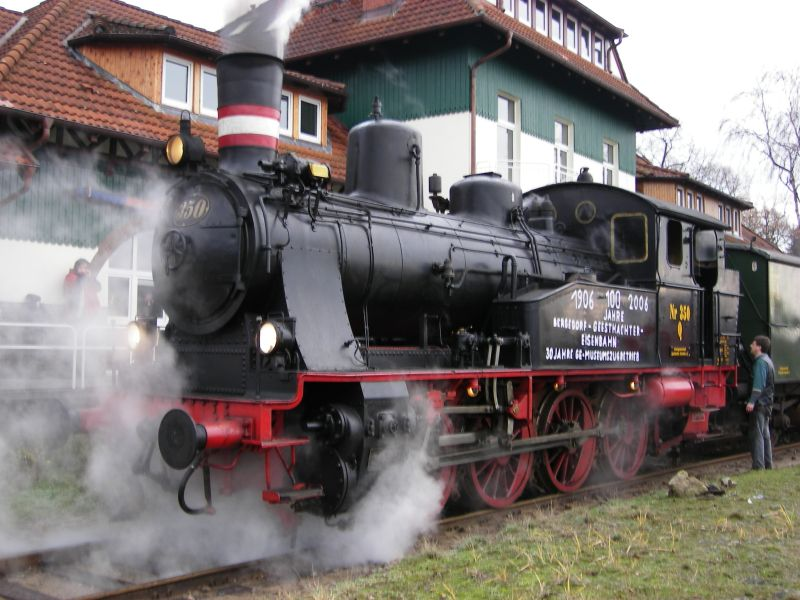
Die Dampflok „Karoline“

In der Liste der Kulturdenkmale in Geesthacht stehen die in der Denkmalliste des Landes Schleswig-Holstein eingetragenen Kulturdenkmale.

### Vereine
- Alevitische Gemeinde Geesthacht
- Anglersportverein „Frühauf“-Düneberg von 1919 e. V.
- Arbeiter-Samariter-Bund RV Herzogtum Lauenburg
- AWO Geesthacht e. V.
- Bürgerverein Grünhof-Tesperhude e. V.
- Christliche Pfadfinderschaft Royal Rangers
- DRK-Ortsverein Geesthacht
- Düneberger SV
- Fraueninitiative e. V.
- FSV Geesthacht 07
- Geesthachter Initiativkultur Verein (GIK)
- Hz. Ebu Bekir Moschee DITIB e. V.
- Jugendfeuerwehr Geesthacht
- Kanu-Club Geesthacht e. V.
- Motorsport Club Geesthacht e. V.
- Motor-Yacht-Club e. V.
- Rudergruppe Geesthacht von 1912 e. V.
- Seglervereinigung Geesthacht e. V.
- TCG-Tennis-Club Geesthacht von 1980 e. V
- VfL Geesthacht von 1885.
- VfL Grünhof-Tesperhude von 1909 e. V.
- Wassersport-Gemeinschaft-Tesperhude e. V.
- Wirtschaftliche Vereinigung Geesthacht (WVG)
- Deutsche Lebens-Rettungs-Gesellschaft Oberelbe
- Verein der Sportangler Geesthacht von 1929 e. V.

### Kino/Theater
- kTS – Kleines Theater Schillerstraße GmbH – Kino, Eigenproduktionen und Tourneetheater: Das kTS wurde im September 1994 eröffnet. Von Beginn an wurden Kino- und Theatervorstellungen in einem Saal angeboten. Seit Juli 2010 steht mit Kino 2 ein weiterer Saal zur Verfügung, der vom ansässigen Labor LADR GmbH MVZ Dr. Kramer & Kollegen gestiftet wurde.[72] Der Kinospielplan wird aus den aktuellen, erfolgreichen Hollywood- oder nationalen Produktionen zusammengestellt. Das Kinoprogramm wird alle 14 Tage durch die Auswahl der Geesthachter Filmkiste e. V. mit Arthouse-Filmen ergänzt. Ab der Spielzeit 2005/2006 wird auch der Theaterspielplan vom kTS angeboten. Gastspiele namhafter deutschsprachiger Tourneetheater werden dafür eingekauft und in einem Wahlabonnement oder mit Karten für einzelne Vorstellungen verkauft. Im Mai 2002 wurde das Foyer des Theaters umgebaut und eine großzügigere Gastronomiefläche geschaffen. Gleichzeitig wurde die Studio-Bühne eingerichtet, auf der seitdem Kabarettprogramme, Chanson- und Jazzabende aufgeführt und auch klassisches Theater selbst produziert werden.

### Museen
- GeesthachtMuseum! im Krügerschen Haus. Das historische Fachwerkhaus enthält eine Dauerausstellung zur Geschichte der Stadt: Erste Siedler, erste Zulieferindustrien zu den Dynamitwerken, Alfred Nobel, Film über die Besetzung am Ende des Zweiten Weltkrieges.[73]
- Museumsbahn der Arbeitsgemeinschaft Geesthachter Eisenbahn e. V. zwischen Bergedorf und Geesthacht an bestimmten Betriebstagen
- Totenhaus von Tesperhude – an der Bundesstraße 5 Ortsausgang Grünhof-Tesperhude Richtung Lauenburg/Elbe

### Archive
- Die Bezirksgruppe Geesthacht des Heimatbundes und Geschichtsvereins Herzogtum Lauenburg e. V. betreibt Nachforschungen zur Ortsgeschichte, unterhält ein Bildarchiv und ein eigenes Archiv.[74]
- Das Stadtarchiv Geesthacht speichert Dokumente (auch freigegebene Personenstandsdaten).
- Das virtuelle Archiv des Industriemuseums Geesthacht präsentiert Daten zur architektonisch/technischen Seite der ehemaligen Fabriken.[75]

### Musik
- Die Stadthymne von Geesthacht ist seit 2016 das Lied „Kompass und Magnet“ der Band „Die Medizinmänner“.

### Bauwerke
- Kernkraftwerk Krümmel
- Pumpspeicherwerk
- St.-Salvatoris-Kirche

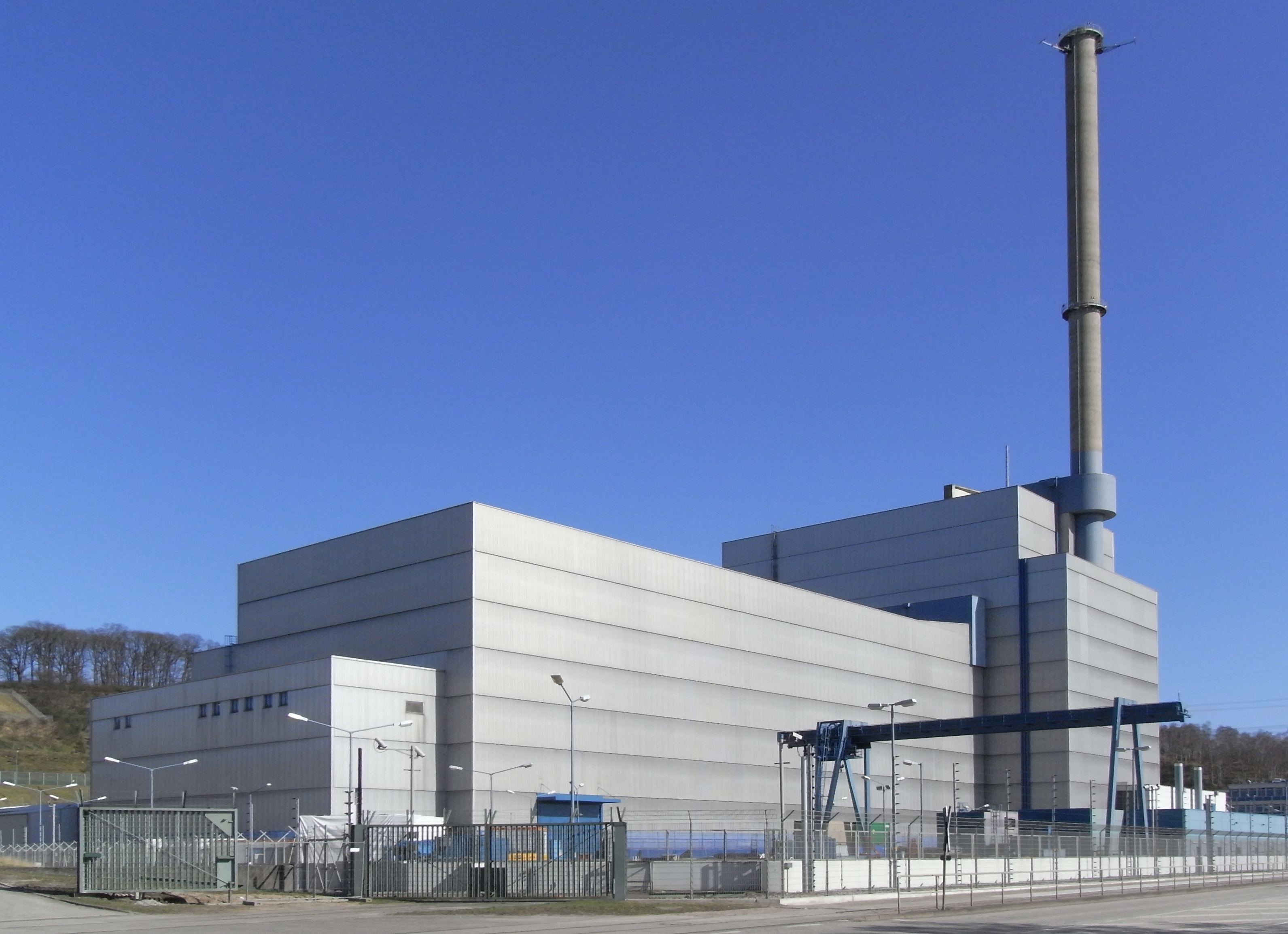
KKW Krümmel

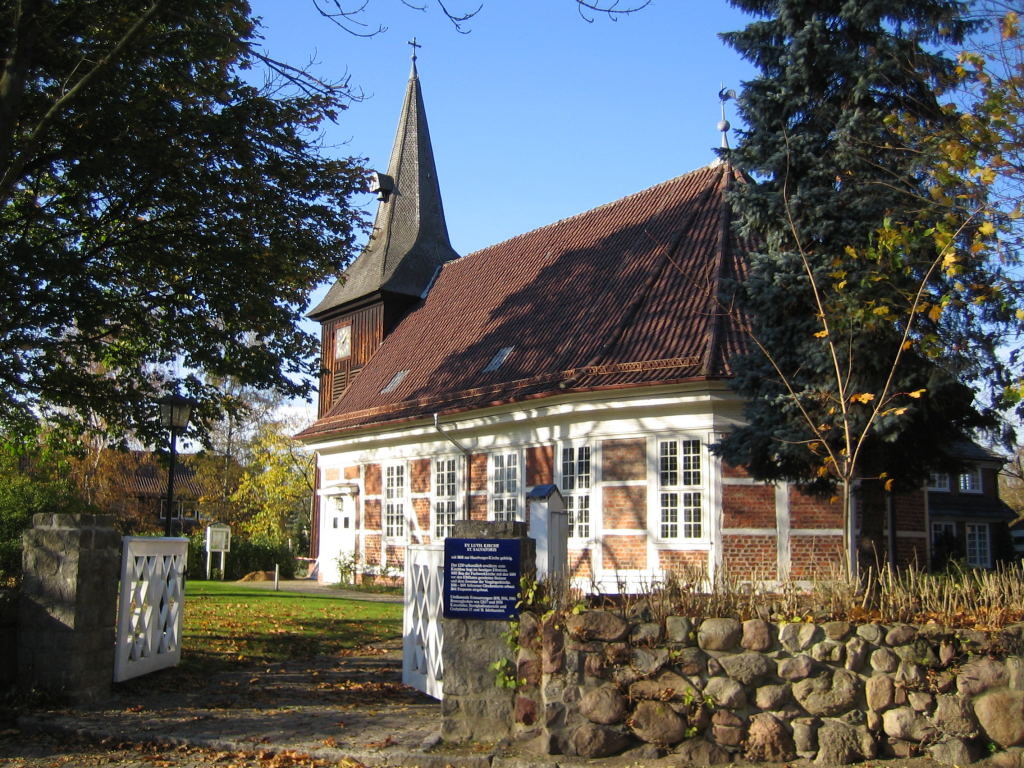
Die St.-Salvatoris-Kirche

- Staustufe Geesthacht (Baujahr 1960) mit Elbschleuse und Fischtreppe Geesthacht
- Wasserturm Geesthacht-Krümmel
- Bahnwasserturm Geesthacht
- Heidbergring, eine 850 Meter lange Motorsport-Rennstrecke am nördlichen Stadtrand von Geesthacht.[76] Unweit der Strecke steht ein 12 Meter hoher Aussichtsturm

### Regelmäßige Veranstaltungen
- Elbfest mit Drachenbootrennen, Menzer-Werft-Platz und Hafen, im Zweijahresrhythmus, immer am zweiten September-Wochenende (zuletzt 2019)
- Musik am Hafen – Bühne vor den Sitzterrassen am Hafen. Open-Air-Musikreihe mit sieben Konzerten von Ende Mai bis Mitte/Ende August
- Rockbi Festival[77]: jährliche Open-Air-Veranstaltung auf dem Menzer-Werft-Platz (Roter Platz am Hafen). Seit 2009.
- Führungen des Förderkreises Industriemuseum Geesthacht auf den Geländen der Dynamit-Fabrik Krümmel und der Schwarzpulver-Fabrik Düneberg
- Fahrten mit der Museums-Eisenbahn von Geesthacht nach Hamburg-Bergedorf

## Persönlichkeiten

### In Geesthacht geboren
- Friedrich Wilhelm Christern (1816–1891), deutsch-amerikanischer Buchhändler und Verleger
- Wilhelm Bergner (1835–1905), Industrieller
- Carsten Adolf Krüger (1847–1930), deutscher Politiker und Förderer der Bergedorf-Geesthachter Eisenbahn
- Alfred Christern (1856–1929), Landwirt und Bürgermeister
- Wilhelm Holert (1867–1961), Unternehmer und einziger Ehrenbürger Geesthachts
- August Ziehl (1881–1965), Politiker
- Rudolf Basedau (1897–1975), Politiker (SPD)
- Joachim Ritter (1903–1974), Philosoph
- Hans Joachim Beyer (1908–1971), Historiker, nationalsozialistischer Volkstumsforscher und SS-Hauptsturmführer
- Helmut Dau (1926–2010), Jurist
- Rolf Meyn (1935–2025), Amerikanist und Hochschullehrer
- Hans Fenske (1936–2022), Historiker
- Karl-Heinz Warnholz (* 1944), Politiker (CDU)
- Holger Svensson (* 1945), Bauingenieur
- Gerd Knesel (1946–1992), Liedermacher
- Uwe Harden (* 1952), Politiker (SPD)
- Thomas Kleemann (* 1954), Maler
- Dieter Riemer (* 1955), Jurist und Historiker
- Ulrich Jaehde (* 1961), Apotheker und Professor für Klinische Pharmazie
- Christel Oldenburg (* 1961), Politikerin (SPD) und Historikerin
- Hauke Harms (* 1961), Wissenschaftler (Umweltmikrobiologe)
- Frank Peterson (* 1963), Musikproduzent
- Dirk Kruse (* 1964), Journalist und Schriftsteller
- Olaf Schulze (* 1967), Politiker (SPD)
- Michael Meziani (* 1967), Schauspieler
- Iftikhar Malik (* 1990), Politiker (SPD)
- Lea Gerstenkorn (* 1992), Schauspielerin
- Mieke Düvel (* 1997), Handballspielerin
- Mohamed Cherif (* 2000), Fußballspieler

### Mit Geesthacht verbunden
- Alfred Nobel (1833–1896), Erfinder, Chemiker und Industrieller, wirkte in Geesthacht-Krümmel
- Johann Friedolf Wahlgreen (1855–1941), Politiker und Gewerkschafter, starb in Geesthacht
- Albert Bülow (1883–1961), Politiker, starb hier
- Fritz Rienecker (1897–1965), Publizist, Theologe und 1941–1946 Pfarrer in Geesthacht
- Karl-Otto Dummer (1932–2009), Seemann und einer von sechs Überlebenden beim Untergang des Segelschiffs Pamir im Jahre 1957, lebte in Geesthacht
- Uwe Barschel (1944–1987), Ministerpräsident, war Schüler am Otto-Hahn-Gymnasium in Geesthacht
- Roland Garve (* 1955), betrieb eine Zahnarztpraxis und ist Ethnozahnmediziner
- Thomas Wüppesahl (* 1955), Politiker, lebt im Ortsteil Krümmel
- Uwe Bahn (* 1958), NDR-Moderator, machte Abitur am Otto-Hahn-Gymnasium in Geesthacht
- Andreas Ebel (* 1968), Journalist und Chefredakteur, wuchs in Geesthacht auf
- Miriam Staudte (* 1975), Politikerin (Bündnis 90/Die Grünen)